# Cargolux
Cargolux Airlines International S.A., (торговая марка — Cargolux) — грузовая авиакомпания, базирующаяся в Люксембурге, столице одноимённого государства. Она является одной из крупнейших европейских транспортных авиакомпаний, работающих по всему миру с регулярными перевозками. Также выполняются чартерные перевозки. Базовый аэропорт — Международный аэропорт Люксембург-Финдел.

## История
Cargolux была основана в 1970 году компаниями Luxair, Salen Shipping Group, Loftleidir Icelandic и другими частными инвесторами Люксембурга. Она начала работу в мае того же года грузовыми авиаперевозками между Люксембургом и Гонконгом одним самолётом Canadair CL-44.
К 1973 году Cargolux уже имела пять самолётов Canadair CL-44 и один реактивный самолёт Douglas DC-8. Это позволило компании ускорить грузовые перевозки.
С 1978 года турбовинтовые самолёты Canadair CL-44 стали выводиться из эксплуатации; заказан первый Boeing 747. Тем же годом была расширена география полётов на другие азиатские города и в США. К завершению первого десятилетия работы компании она уже имела в эксплуатации два самолёта Boeing 747.

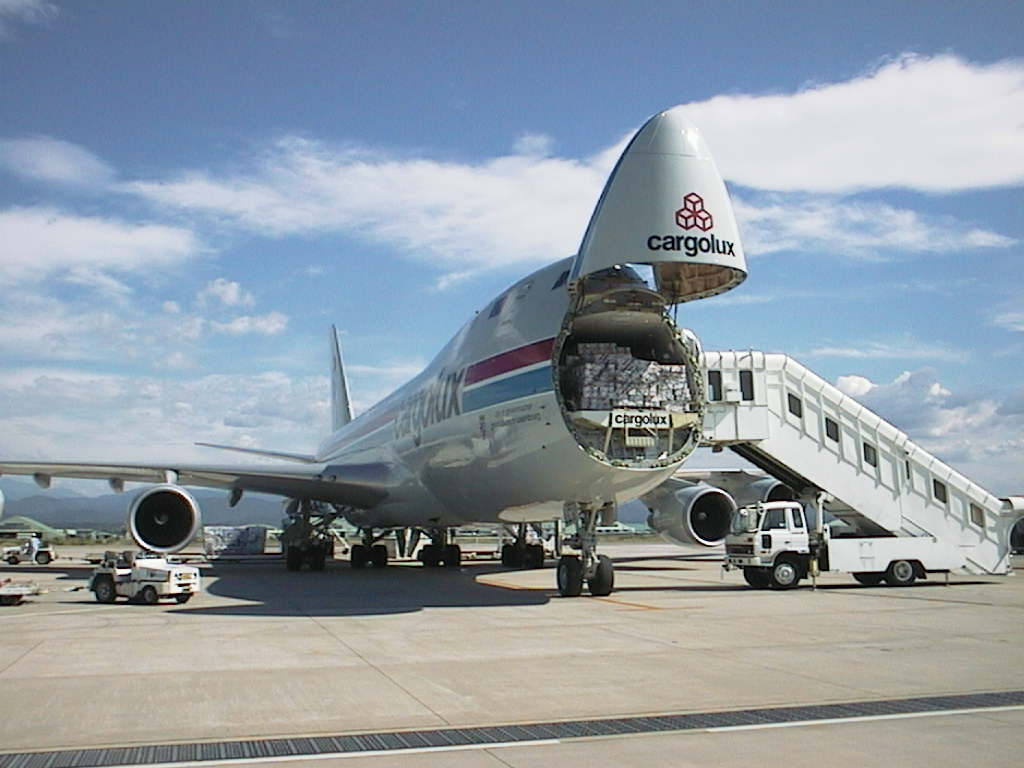
Boeing 747-400F компании Cargolux

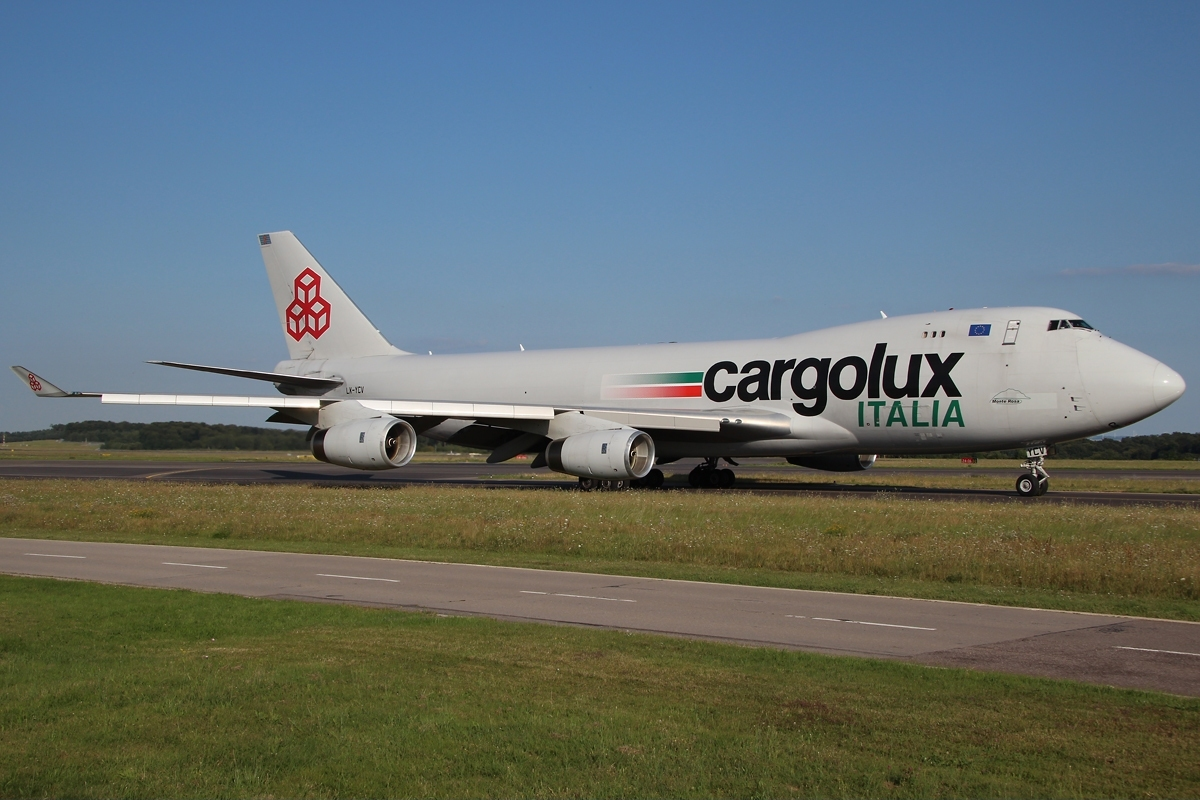
Boeing 747-400F авиакомпании Cargolux Italia

В 1982 году China Airlines стала первым стратегическим партнёром компании Cargolux. В 1983 году компания осуществляла перевозку паломников, совершающих хадж.
К 1984 году Douglas DC-8 были выведены из эксплуатации, и куплен третий Boeing 747. Lufthansa купила 24,5 % акций компании в 1987 году, а Luxair увеличила свою долю до 24,53 %.
К 1999 году флот достиг десяти самолётов Boeing 747.
Собственники компании: Luxair (34.9 %), SAirLines (33.7 %), Luxembourg Financial Corporations (28.9 %) и другие акционеры (2.5 %) (на январь 2008 года).

## Флот
В декабре 2019 года Cargolux эксплуатировала 13 Boeing 747-400F и 14 Boeing 747-8F, из которых три Boeing 747-400F эксплуатируются в дочерней авиакомпании Cargolux Italia.
| Самолёт           | В эксплуатации | Заказано | Фотография |
| ----------------- | -------------- | -------- | ---------- |
| Boeing 747-400BCF | 0              | —        |            |
| Boeing 747-400ERF | 2              | —        |            |
| Boeing 747-400F   | 10             | —        |            |
| Boeing 747-8F     | 14             | —        |            |
| Всего             | 26             | 0        |            |